# Network SouthEast

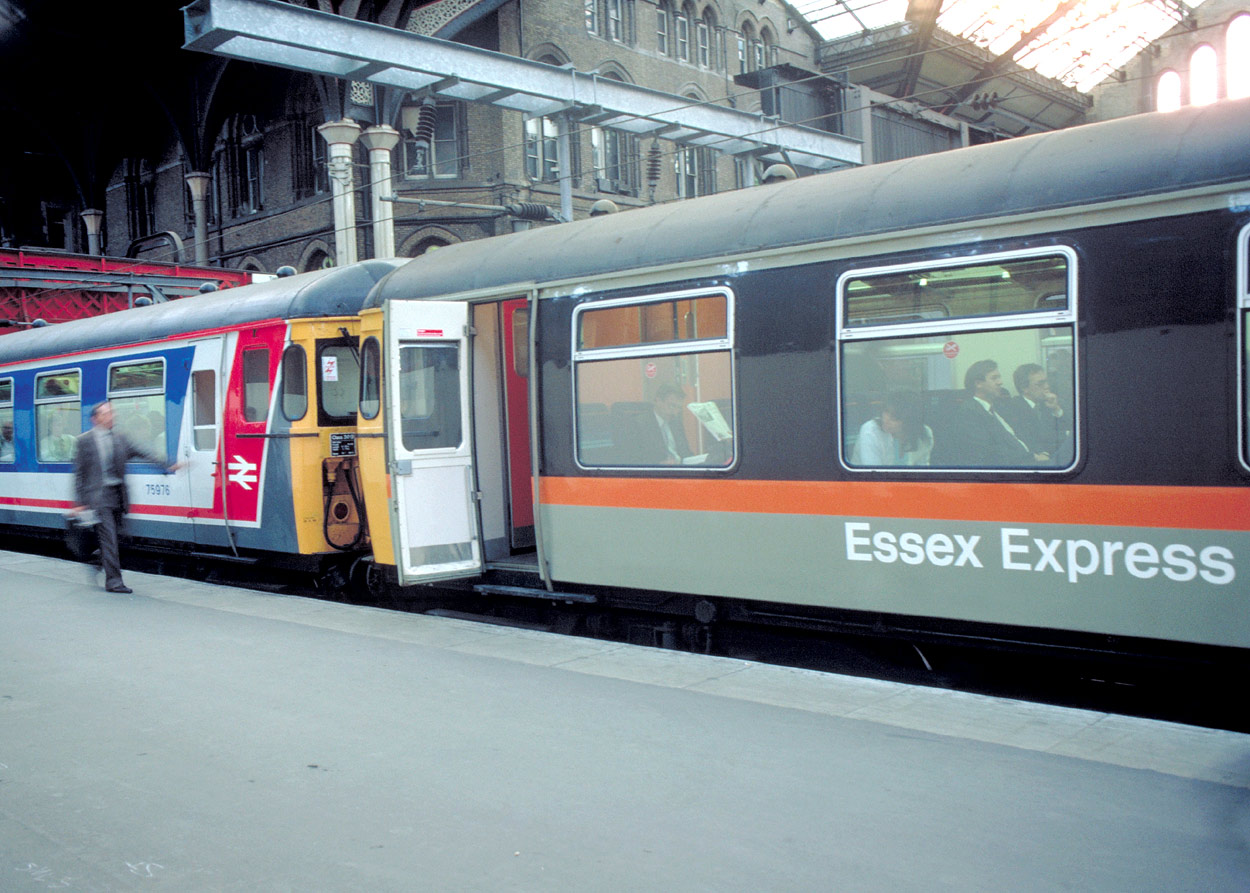
Zwei Class-309-Einheiten; eine in Network-SouthEast-Farbgebung, die andere in Jaffa-Cake-Farbgebung

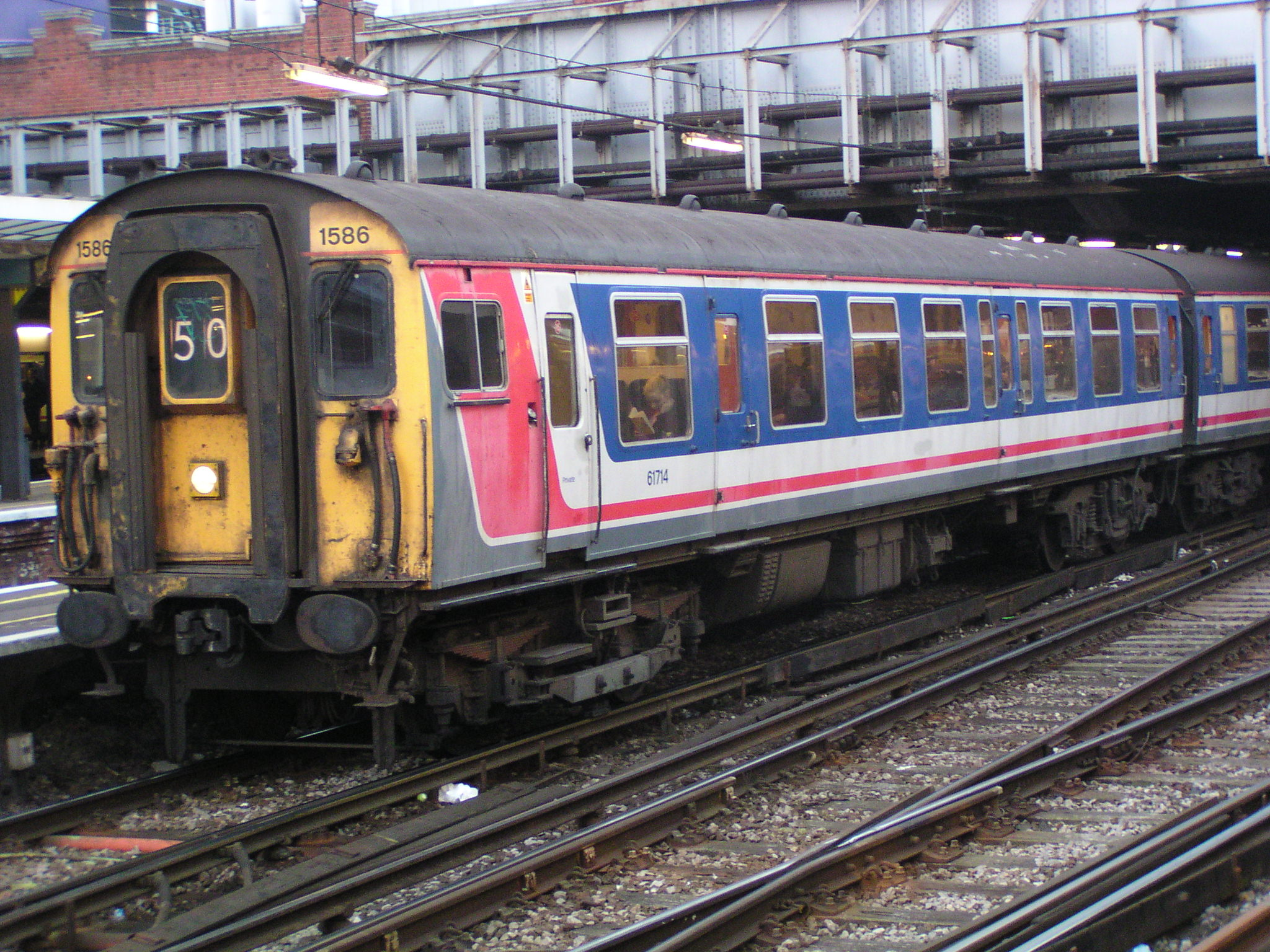
Ein Zug in modifizierter Network-SouthEast-Farbgebung mit gerundeten Ecken

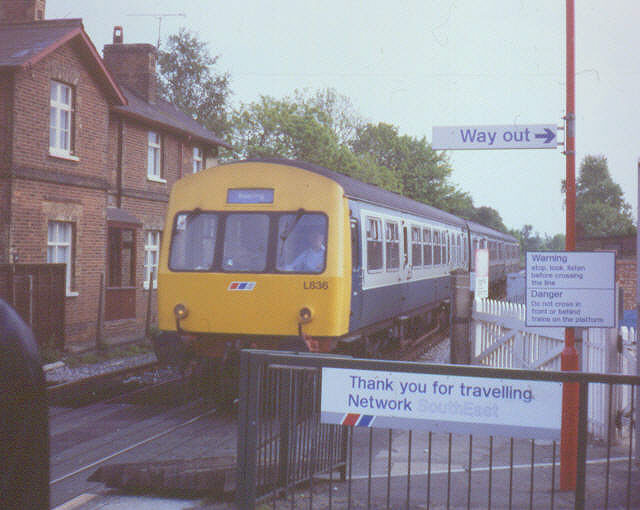
Übergangsszene von British-Rail-Blau (der Zug) zu Network-SouthEast-Farbgebung (die Beschilderung, Zugaufkleber) bei Farnborough

Network SouthEast (NSE) war einer der drei Passagiersektoren von British Rail, die 1982 entstanden. NSE betrieb hauptsächlich Pendlerzüge um London und Verbindungen im dicht besiedelten Südostengland, jedoch reichte das Netz bis zum im Westen gelegenen Exeter. Vor 1986 wurde der Sektor London & South Eastern genannt.
Bei der Privatisierung von British Rail ab dem 1. April 1994 wurde Regional Railways nach und nach in verschiedene Konzessionen aufgeteilt.

## Geschichte
Vor der Sektorisierung British Rails 1982 war das System in Regionen geteilt: die für Verbindungen um London waren London Midland Region (Marylebone, Euston, St Pancras und Broad Street), Southern Region (Waterloo, Victoria, Charing Cross, Holborn Viaduct, Cannon Street und London Bridge), Western Region (Paddington) und Eastern Region (King’s Cross, Moorgate, Broad Street, Liverpool Street und Fenchurch Street).
1983 begann British Rail, die Betriebsregionen durch einige Geschäftsbereiche zu ersetzen: InterCity für Fernzüge, London & South Eastern (NSE) für den Regionalverkehr im Großraum und bis zur Kanalküste, Provincial für andere Regionalzüge (inklusive Pendelzügen außerhalb des Großraums London), Railfreight für den Güterverkehr und Post. Die Regionen von British Rail wurden für die Verwaltung beibehalten. Das Ziel der Sektorisierung war, die Bilanz zu verbessern. Obwohl BR alle fünf Sektoren besaß, wurde den Sektoren die Verantwortung für wichtige Dinge (Fahrzeuge, Gleise, Stationen) übertragen.
Die Sektorisierung brachte London mit der Gründung von NSE große Veränderungen. Im Gegensatz zu Provincial, das zum Betrieb subventionierter überregionaler und regionaler Verbindungen gegründet worden war, wurde von Network SouthEast erwartet, wenig Zuschüsse zu benötigen. Nicht jede Strecke war profitabel, aber NSE erhob Gebühren von den anderen BR-Sektoren, wenn diese die NSE-Gleise benutzten und verwendete die Erträge von profitableren Verbindungen für die Quersubventionierung unrentabler Strecken. Obwohl NSE keine eigene Infrastruktur besaß. konnte es recht selbständig agieren. NSE hatte in Abstimmung mit BR seine eigenen Ziele und Richtlinien und gründete seine eigene Verwaltungsstruktur und Aufsicht. BR erlaubte NSE, über Fahrpläne, Werbung, Infrastrukturerweiterungen und Fahrzeugspezifikationen auf NSE-Linien und -Verbindungen zu entscheiden. NSE besaß seine Ausstattung, die eigene Farben erhielt, wie andere Sektoren (und lokale Nahverkehrsbehörden in Ballungszentren) es taten. Die Farbgebung des Sektors wurde als Jaffa Cake bekannt. Sie bestand aus schokoladenbraunen, orangefarbenen und grauen Farbtönen.
1986, unter dem neuen Direktor Chris Green, wurde L&SE in Network SouthEast umbenannt, dazu wurde ein neuer Anstrich in den britischen Landesfarben rot-weiß-blau eingeführt.
Bei der Privatisierung wurde NSE in diverse Konzessionen aufgeteilt, die technisch ohnehin dem Londoner U-Bahn-Kleinprofilnetz entsprechende Waterloo & City Line für ein symbolisches Pfund Sterling an London Underground verkauft.
Seit dem 15. September 2007, als mit der Einheit 465193 der letzte Triebzug der Reihe 465 von Southeastern in ihre Unternehmensfarben umlackiert wurde, gibt es keine planmäßig eingesetzten Regelfahrzeuge im Network-SouthEast-Anstrich mehr.

## Network Railcard
Obwohl NSE nicht mehr existiert, blieb die Bündelung von Dienstleistungen, die NSE vor der Privatisierung festlegte, mit der Network Railcard, welche für 30 £ gekauft werden kann und einen 34-%-Rabatt für Erwachsene und einen 60-%-Rabatt für angehörige Kinder nach 10:00 an Werktagen und den ganzen Tag an Wochenende (Mindestwochentagsfahrpreis: 13 £) anbietet, gebündelt.

## Unterdivisionen
NSE hatte diverse Unterdivisionen:
| Unterdivision                       | Hauptstrecken                                                                                          | Streckenbeschreibung |
| ----------------------------------- | --- | --- |
| Chiltern                            | Chiltern Main Line, Bahnstrecke London–Aylesbury                                                       | London Marylebone–Aylesbury/Banbury |
| Great Eastern                       | Great Eastern Main Line                                                                                | London Liverpool Street-Norwich/Ipswich/Harwich/Clacton-on-Sea/Walton-on-the-Naze/Southend Victoria |
| Great Northern                      | East Coast Main Line, Bahnstrecke Hitchin–Cambridge                                                    | London King’s Cross–Peterborough/Cambridge (und später London King’s Cross-Cambridge-King’s Lynn) |
| Island Line                         | Island Line (Isle of Wight)                                                                            | Ryde–Shanklin |
| Kent Link                           | North Kent Line, Bexleyheath Line, Dartford Loop Line, Mid-Kent Line, Catford Loop Line, Hayes Line    | London Victoria/Charing Cross–Dartford/Gravesend/Gillingham/Orpington/Sevenoaks/Hayes |
| Kent Coast                          | Chatham Main Line, Hastings Line, Sheerness Line, South Eastern Main Line                              | London Victoria/Charing Cross–Margate/Dover/Folkestone/Ashford/Tunbridge Wells/Hastings (und später North-Downs-Verbindungen bis Redhill/Three Bridges) |
| London, Tilbury and Southend        | London, Tilbury and Southend Railway                                                                   | London Fenchurch Street–Tilbury–Southend Central–Shoeburyness |
| North Downs                         | North Downs Line                                                                                       | Reading–Guildford–Reigate–Flughafen Gatwick–Tonbridge |
| Northampton Line/North London Lines | West Coast Main Line, Marston Vale Line, North London Line                                             | London Euston/Broad Street–Watford–Milton Keynes–Northampton–Birmingham, Bedford–Bletchley |
| Solent and Wessex                   | Portsmouth Direct Line, South Western Main Line                                                        | London Waterloo–Guildford–Portsmouth, London Waterloo–Basingstoke–Southampton–Bournemouth–Weymouth |
| South London Line                   | South London Lines, Oxted Line, Sutton & Mole Valley Lines                                             | London Victoria und London Bridge nach Croydon London Victoria–East Grinstead/Uckfield/Sutton/Epsom Downs/Dorking/Horsham |
| South Western Line                  | Alton Line, Bahnstrecke Waterloo–Reading Südwest-London-Vorortverbindungen über Wimbledon und Richmond | London Waterloo–Alton/Reading/Windsor/Guildford/Epsom/Chessington South/Dorking/Hampton Court/Kingston Circle/Shepperton/Hounslow Circle/Weybridge |
| Sussex Coast                        | Brighton Main Line, Arun Valley Line, East Coastway Line, West Coastway Line                           | London Victoria/London Bridge–Flughafen Gatwick–Brighton/Eastbourne/Littlehampton, Brighton–Hastings, Brighton–Portsmouth–Southampton |
| Thames                              | Great Western Main Line, Cotswold Line Bahnstrecke Slough–Windsor                                      | London Paddington–Slough– (–Windsor–) Reading–Oxford–Worcester/Stratford |
| Thameslink                          | Thameslink                                                                                             | Bedford–Luton–London–Gatwick Airport–Brighton |
| Waterloo & City                     | Waterloo & City Line                                                                                   | Waterloo–Bank |
| West Anglia                         | Fen Line, Lea Valley Line                                                                              | London Liverpool Street–Harlow–Cambridge–King’s Lynn (Expressverbindungen nach Cambridge und fast alle Verbindungen nach King’s Lynn, wurden später zur Great-Northern-Route von London King’s Cross übertragen); London Liverpool Street–Flughafen Stansted |
| West of England                     | West of England Main Line                                                                              | London Waterloo–Basingstoke–Salisbury–Exeter |

## Modernisierung
Bald nach der Konzeption begann Network SouthEast, Teile des Streckennetzes zu modernisieren, welche nach Jahren der Unterfinanzierung heruntergekommen waren. Ein Beispiel sind Strecken nordwestlich Londons.

### Strecken nordwestlich Londons (Chiltern Lines)
Die »Chiltern Lines« verlaufen auf zwei Eisenbahnstrecken (Chiltern Main Line und Bahnstrecke London–Aylesbury) vom Bahnhof Marylebone nach Aylesbury und Banbury. Diese Linien waren früher GWR- und GCR-Schnellzugverbindungen nach Wolverhampton und Nottingham. Nach der Beeching-Axt in den 1960er Jahren wurden sie durch Investitionsmangel und Leistungsreduzierung heruntergewirtschaftet.
In den späten 1980er Jahren mussten die 25 Jahre alten Triebwagen der Klasse 115 ersetzt werden; die zulässigen Streckengeschwindigkeiten waren gering, vielfach waren noch um die Jahrhundertwende gebaute mechanische Stellwerke mit Formsignalen in Betrieb; die Bahnanlagen benötigten mehr als einen neuen Anstrich.

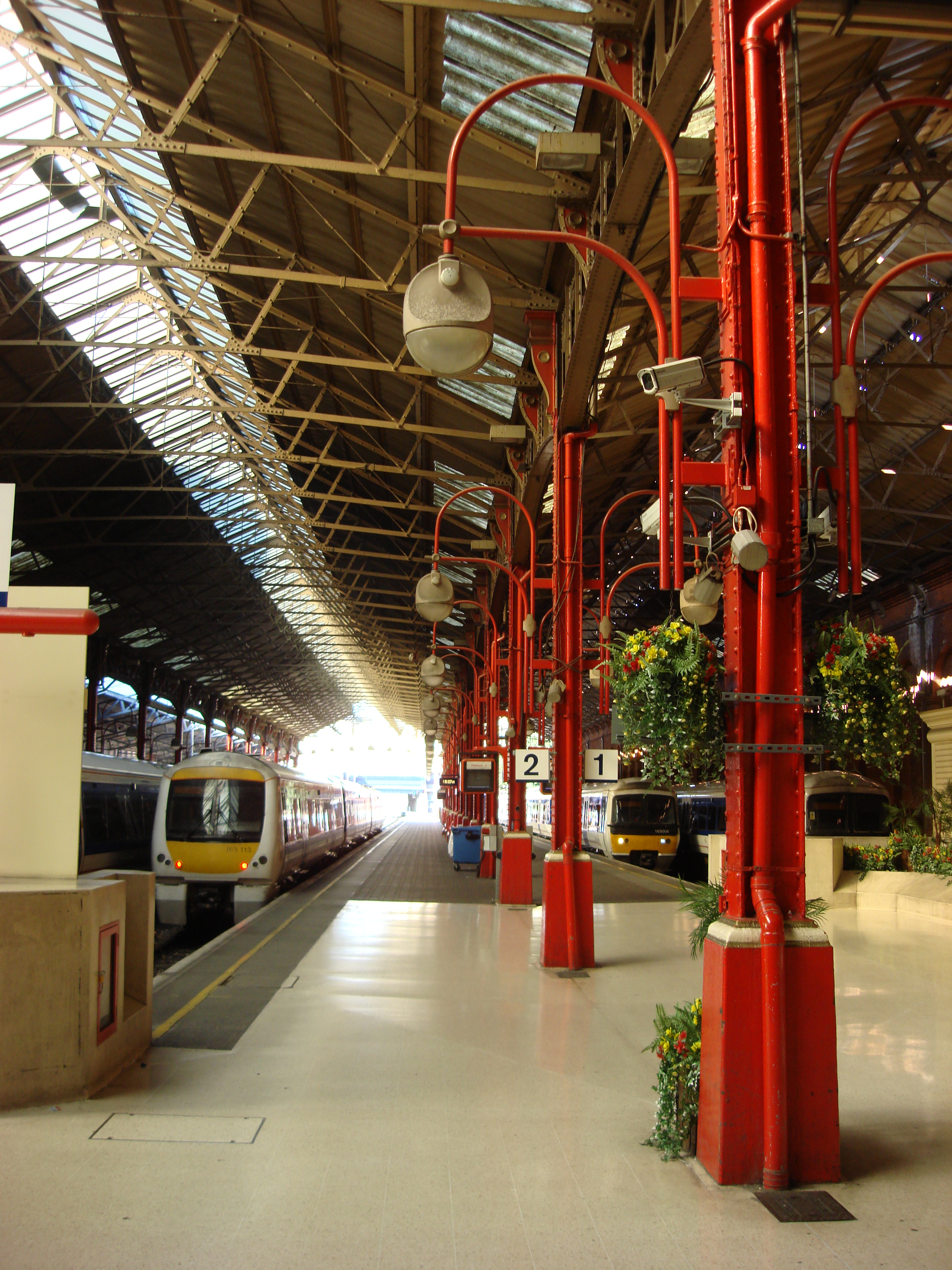
Marylebone immer noch mit der roten NSE-Farbgebung für Bahnhöfe, circa 20 Jahre später im Jahre 2007. Marylebone ist einer der Bahnhöfe, die in den 1980er Jahren renoviert wurden.

NSE bemerkte, dass bei diesen Verbindungen schnell etwas geändert werden musste. Zahlreiche Pläne für diese Linien wurden vorgeschlagen. Ein einschneidender Plan war, die Strecke zwischen Marylebone und South Ruislip / Harrow on the Hill zu schließen. Das hätte bedeutet, dass der Bahnhof Marylebone geschlossen und in einen Busbahnhof umgewandelt worden wäre. Die Metropolitan Line wäre nach Aylesbury erweitert worden und BR-Verbindungen von Aylesbury wären zum Bahnhof Paddington via High Wycombe geleitet werden. Auch die Strecke nördlich Princes Risboroughs wäre geschlossen worden. Der Plan kam nicht zur Ausführung, weil die Bahnhöfe Baker Street und Paddington nicht mehr aufnahmefähig waren.
Schließlich wurde die Strecke umfassend umgebaut. Die Triebwagen der Klasse 115 wurden durch neue der Klasse 165 ersetzt. Die Sicherungstechnik wurden modernisiert und ATP eingeführt. Die Streckengeschwindigkeit wurde auf 75 Meilen pro Stunde (120,7 Kilometer pro Stunde) erhöht. Wegen des Gemeinschaftsbetriebes mit der Metropolitan Line der London Underground zwischen Harrow und Amersham waren noch höhere Geschwindigkeiten nicht vertretbar. Durchgangsgleise in Bahnhöfen wurden abgebaut und die Strecke zwischen Bicester und Aynho auf ein Gleis zurückgebaut. Bahnhöfe wurden teils renoviert, teils neu gebaut (10 Millionen Pfund wurden alleine für Bahnhöfe ausgegeben), Stellwerke und Güterverkehrsanlagen wurden abgebrochen. Die Zugfrequenz wurde erhöht, eine neue Werkstätte wurde in Aylesbury gebaut. 1988 begannen die Arbeiten, sie dauerten bis 1992. Die Nachfrage stieg beträchtlich und die Strecke wurde rentabel. Jedoch wurde die Strecke damit zu einer Vorortbahn zurückgebaut.
Die erwogene Elektrifizierung wurde vor allem wegen des Gemeinschaftsbetriebes mit London Underground und deren Stromschienensystem mit 660 Volt Gleichspannung, während British Rail nördlich von London Fahrleitungen mit 25 kV Wechselspannung bei 50 Hertz verwendet, als zu teuer abgelehnt.
Der Chiltern Main Line ist es mittlerweile möglich, mit der West Coast Main Line zu konkurrieren, so dass es nun Pläne gibt, die Geschwindigkeit weiter zu erhöhen und Streckenabschnitte viergleisig auszubauen, wie es teilweise schon vor der Beeching-Axt und der Modernisierung der Fall war.

### Neue Züge

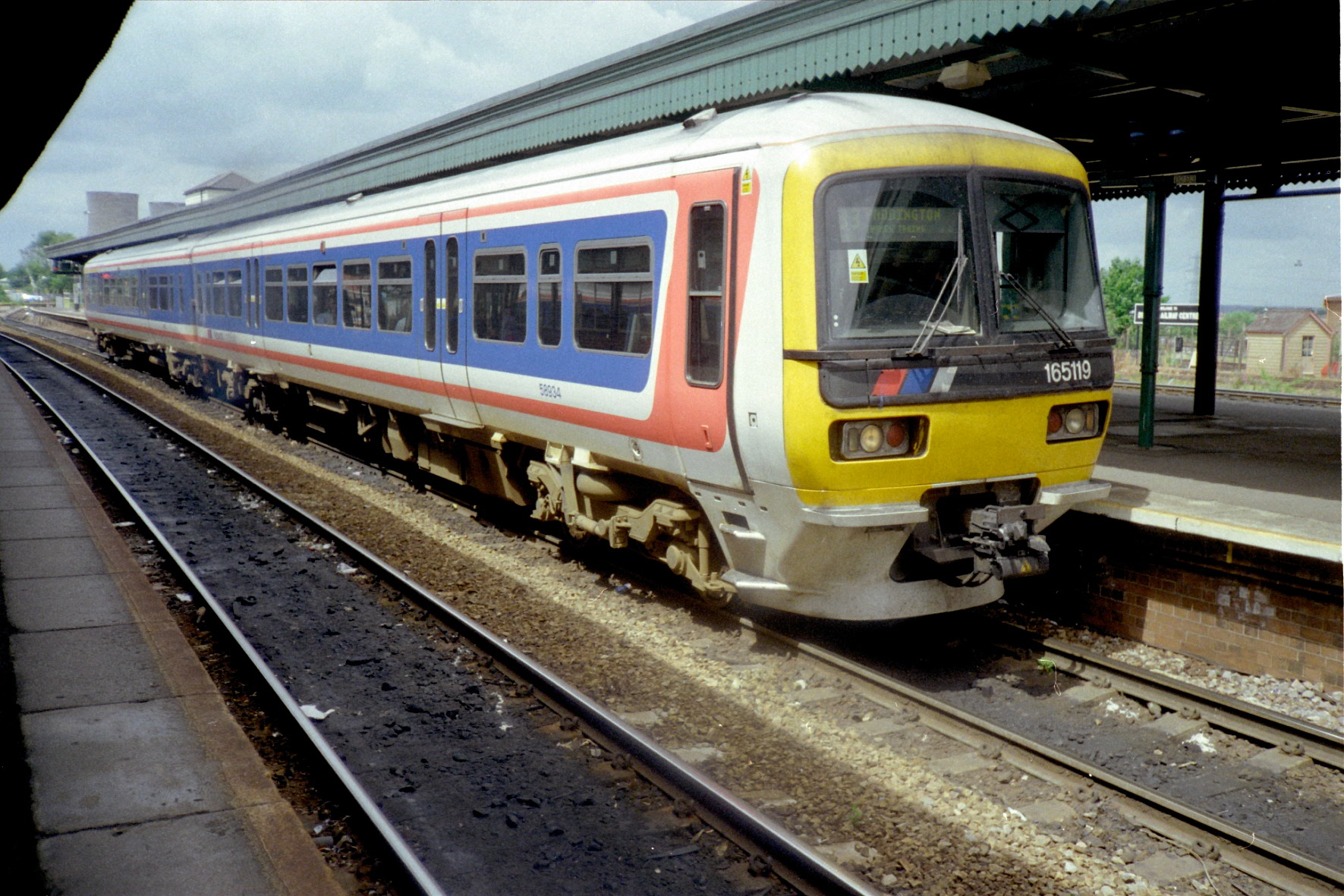
Zug in Network-SouthEast-Farbgebung

Unter Network SouthEast wurden für viele Strecken neue Fahrzeuge beschafft:
- Chiltern - BR-Klasse 165
- Great Eastern - BR-Klasse 321
- Great Northern - BR-Klasse 365
- Island Line - BR-Klasse 483 (London Underground 1938 Stock) (Ehemalige U-Bahn-Fahrzeuge, gebaut ab 1938; ersetzte noch ältere Fahrzeuge)
- Kent Coast - BR-Klasse 465, BR-Klasse 466, BR-Klasse 365
- North Downs - British Rail Class 165, British Rail Class 166
- Northampton Line - BR-Klasse 321
- Solent and Wessex - BR-Klasse 442
- South London Lines - BR-Klasse 456
- Thames - BR-Klasse 165, BR-Klasse 166
- Thameslink BR-Klasse 319
- Waterloo and City - BR-Klasse 482 (LU 1992 Stock)
- West Anglia BR-Klasse 317 und BR-Klasse 322
- West of England BR-Klasse 159

Bemerkung: Network SouthEast wollte für die Chiltern Main Line auch Dieseltriebwagen der Klasse 168 beschaffen, jedoch scheiterte dies aufgrund der Privatisierung. Nach der Privatisierung beschaffte der neue Betreiber, Chiltern Railways, Fahrzeuge dieser Bauart.

## Privatisierung
Im Zuge der Privatisierung wurde NSE in Konzessionen aufgeteilt:
| Originale Konzession           | Strecken                                                                 | Veränderungen seitdem |
| ------------------------------ | ------------------------------------------------------------------------ | --- |
| LTS Rail                       | London, Tilbury and Southend                                             | Umbenannt zu c2c |
| Chiltern Railways (management) | Chiltern                                                                 | Unverändert |
| Great Eastern Railway          | Great Eastern                                                            | Umbenannt zu First Great Eastern, dann verschmolzen in eine größere von National Express East Anglia betriebenen Konzession, seit 2012 bei Abellio Greater Anglia      |
| Thames Trains                  | North Downs Thames section (Gatwick/Redhill – Dorking/Guildford/Reading) | Verschmolzen zu einer größeren von First Great Western betriebenen Konzession                                                                                          |
| Island Line                    | Island Line                                                              | Betrieben von Stagecoach South Western Trains, Island Line (Inselstrecke) genannt                                                                                      |
| North London Railways          | Northampton Line North London Line                                       | Umbenannt zu Silverlink, später aufgeteilt in zwei Konzessionen, London Midland (um Northampton) und London Overground (Nördliches London)                             |
| South Eastern                  | Kent Coast, Kent Link, North Downs (Abschnitt Tonbridge–Redhill)         | Vom ursprünglichen Betreiber Connex Connex South Eastern genannt, dann von South Eastern Trains betrieben, dann zu Southeastern abgegeben                              |
| Network SouthCentral           | South London Line Sussex Coast                                           | Vom ursprünglichen Betreiber Connex South Central genannt, dann zu Southern abgegeben                                                                                  |
| Thameslink                     | Thameslink                                                               | Verschmolzen in eine von First Capital Connect betriebene größere Konzession, nun von Govia Thameslink Railway betrieben                                               |
| WAGN                           | Great Northern West Anglia                                               | Geteilt, Great Northern zu First Capital Connect, mittlerweile bei Govia Thameslink Railway, und West Anglia zu National Express East Anglia, jetzt bei Greater Anglia |
| South West Trains              | Solent & Wessex South Western Line West of England Line                  | Betrieben von Stagecoach South Western Trains, South West Trains genannt                                                                                               |